# 圣索沃尔 (维埃纳省)
圣索沃尔（法語：Saint-Sauveur，法語發音：[sɛ̃ sovœʁ] ⓘ）是法国新阿基坦大区维埃纳省的一个旧市镇，属于沙泰勒罗区。2016年1月1日，圣索沃尔和相邻的瑟尼耶合并为新市镇瑟尼耶-圣索沃尔（Senillé-Saint-Sauveur）。

## 地理
圣索沃尔（46°48'30"N, 0°37'23"E）面积32.37 平方千米，位于法国新阿基坦大区维埃纳省，该省份为法国中西部省份，北起曼恩-卢瓦尔省和安德尔-卢瓦尔省，西接德塞夫勒省，南至夏朗德省，东南接上维埃纳省，东临安德尔省。
与圣索沃尔接壤的市镇（或旧市镇、城区）包括：瑟尼耶。

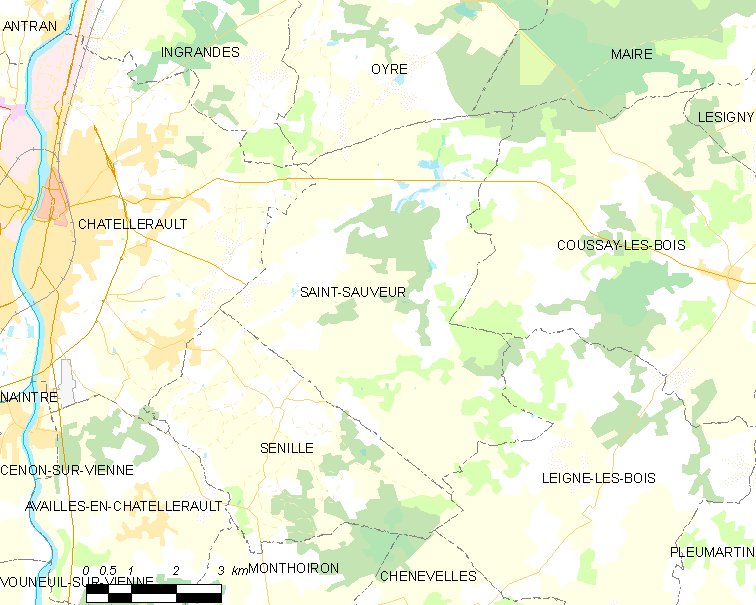
的OSM定位图

圣索沃尔的时区为UTC+01:00、UTC+02:00（夏令时）。

## 行政
圣索沃尔的邮政编码为86100，INSEE市镇编码为86245。

## 政治
圣索沃尔所属的省级选区为沙泰勒罗第三县。

## 人口

1962-2008年间人口变化图示

圣索沃尔于2018年1月1日时的人口数量为1045人。